# Birankai
Le Birankai (毘嵐会) est une organisation internationale d'aikido fondée par Kazuo Chiba (directeur technique) en 2000. Son centre est l'Aikikai de San Diego.